# Gerald Scheiblehner
Gerald Scheiblehner (* 25. Februar 1977) ist ein ehemaliger österreichischer Fußballspieler und heutiger -trainer.

## Karriere

### Als Spieler
Gerald Scheiblehner durchlief die Jugendausbildung beim damaligen österreichischen Bundesligisten SK VÖEST Linz, bei dem er auch in der Amateurmannschaft zum Einsatz kam. In der Saison 1995/96 trat er für den Amateurklub SC Marchtrenk in Erscheinung, ehe er zur zweiten Mannschaft von Austria Wien wechselte, bei der er von 1996 bis 2001 unter Vertrag stand. Der Mittelfeldspieler konnte sich bei der Austria allerdings nicht durchsetzen, sein einziger Bundesliga-Einsatz datiert vom 28. August 1998, als er im Spiel gegen den GAK in der 75. Minute eingewechselt wurde. Ansonsten kam Scheiblehner nur bei den Amateuren zum Einsatz. Zwischenzeitlich war er im Jahr 2000 Leihspieler beim ASKÖ Donau Linz. Nach seinem Vertragsende 2001 wechselte er zurück in sein Heimatbundesland Oberösterreich, wo er u. a. noch für den SK Eintracht Wels spielte. Nach einem Kurzengagement beim 1. FC Vöcklabruck ließ er seine Karriere als Aktiver bis 2009 beim SV Wallern ausklingen.

### Als Trainer
Nachdem Scheiblehner im Jahr 2009 seine aktive Karriere als Spieler beendet hatte, übernahm er beim Oberösterreich-Ligisten ASKÖ Donau Linz die Doppelfunktion als Trainer und sportlicher Leiter. In den folgenden vier Jahren machte er dort mit guten Meisterschafts-Platzierungen, aber vor allem durch die erfolgreiche Entwicklung von jungen Spielern auf sich aufmerksam. 2014 wechselte er als Trainer in die Regionalliga zu Union St. Florian, ehe er ein Jahr später das Amt beim oberösterreichischen Traditionsklub SK Vorwärts Steyr übernahm. Scheiblehner, der über eine UEFA-Pro-Lizenz verfügt, konnte mit den Steyrern in der Saison 2017/18 als Tabellendritter in die 2. Liga aufsteigen. Daraufhin wurde sein Vertrag bis 2020 verlängert. Im April 2019 trat er von seinem Posten zurück, Steyr befand sich zu jenem Zeitpunkt als Vorletzter auf einem Abstiegsplatz.
Zur Saison 2019/20 wurde er Trainer des Zweitligisten FC Juniors OÖ. Die Saison 2019/20 beendete er mit den Juniors als Neunter. Im Jänner 2021 trennten sich die Oberösterreicher von Scheiblehner, der Verein belegte zur Winterpause einen Abstiegsplatz. Zur Saison 2021/22 übernahm er den ebenfalls zweitklassigen FC Blau-Weiß Linz. In seiner ersten Spielzeit belegte er mit den Linzern den dritten Rang. In der Saison 2022/23 wurde er mit Blau-Weiß dann Zweitligameister und fixierte mit dem Team den erstmaligen Aufstieg in die Bundesliga. In der Saison 2023/24 schaffte er mit den Linzern als Neunter den Klassenerhalt, in der Saison 2024/25 führte er das Team in die Meistergruppe, die die Oberösterreicher als Sechster beendeten. Nach der Saison 2024/25 verließ Scheiblehner Linz nach vier Jahren.
Im Anschluss daran übernahm er zur Saison 2025/26 als Nachfolger von Tomas Oral den Schweizer Erstligisten Grasshopper Club Zürich, bei dem er einen bis 2027 laufenden Vertrag erhielt.

## Auszeichnungen
- 2025: Mostdipf-Preis[8]